# Osvaldo Alonso
Osvaldo Alonso Moreno (San Cristóbal, 11 novembre 1985) è un ex calciatore cubano, di ruolo centrocampista.

## Carriera
Dal 2009 gioca in MLS vestendo sempre la maglia dei Seattle Sounders. Alla sua prima stagione colleziona 28 presenze ed una rete. Nelle stagioni successive gioca stabilmente da titolare e contribuisce ai vari titoli conquistati dai Sounders, tra cui 4 U.S. Open Cup, un Supporters' Shield e la MLS Cup nel 2016.
Il 10 gennaio 2019, dopo 10 stagioni ai Seattle Sounders, si trasferisce a titolo gratuito al Minnesota United.
Il 23 dicembre 2021 firma un contratto annuale con opzione di rinnovo, con l'Atlanta United.

### Nazionale
Nel settembre 2006 debutta con la nazionale cubana durante un torneo per squadre dei Caraibi, affrontando la nazionale di Turks e Caicos.

## Statistiche

### Presenze e reti nei club
Statistiche aggiornate al 31 dicembre 2023.
| Stagione                   | Squadra                    | Campionato                 | Campionato | Campionato | Coppe nazionali | Coppe nazionali | Coppe nazionali | Coppe continentali | Coppe continentali | Coppe continentali | Altre coppe | Altre coppe | Altre coppe | Totale | Totale |
| Stagione                   | Squadra                    | Comp                       | Pres       | Reti       | Comp            | Pres            | Reti            | Comp               | Pres               | Reti               | Comp        | Pres        | Reti        | Pres   | Reti   |
| -------------------------- | -------------------------- | -------------------------- | ---------- | ---------- | --------------- | --------------- | --------------- | ------------------ | ------------------ | ------------------ | ----------- | ----------- | ----------- | ------ | ------ |
| 2008                       | Charleston Battery         | USL                        | 23+2       | 4+1        | USOC            | 5               | 1               |                    | -                  | -                  |             | -           | -           | 30     | 6      |
| 2009                       | Seattle Sounders FC        | MLS                        | 27+2       | 1+0        | USOC            | 2               | 0               |                    | -                  | -                  |             | -           | -           | 31     | 1      |
| 2010                       | Seattle Sounders FC        | MLS                        | 23+2       | 1+0        | USOC            | 2               | 0               | CCL                | 5                  | 0                  |             | -           | -           | 32     | 1      |
| 2011                       | Seattle Sounders FC        | MLS                        | 33+2       | 3+1        | USOC            | 4               | 1               | CCL                | 8                  | 2                  |             | -           | -           | 47     | 7      |
| 2012                       | Seattle Sounders FC        | MLS                        | 30+4       | 1+0        | USOC            | 4               | 4               | CCL                | 7                  | 0                  |             | -           | -           | 45     | 5      |
| 2013                       | Seattle Sounders FC        | MLS                        | 26+3       | 0+1        | USOC            |                 | -               | -                  |                    | -                  |             | -           | -           | 29     | 1      |
| 2014                       | Seattle Sounders FC        | MLS                        | 33+3       | 0+1        | USOC            | 3               | 1               |                    | -                  | -                  |             | -           | -           | 39     | 2      |
| 2015                       | Seattle Sounders FC        | MLS                        | 22         | 0          | USOC            | -               | -               | CCL                | 2                  | 0                  |             | -           | -           | 24     | 0      |
| 2016                       | Seattle Sounders FC        | MLS                        | 32+6       | 3+0        | USOC            | -               | -               |                    | -                  | -                  |             | -           | -           | 38     | 3      |
| 2017                       | Seattle Sounders FC        | MLS                        | 26+1       | 1+0        | USOC            | -               | -               |                    | -                  | -                  |             | -           | -           | 30     | 1      |
| 2018                       | Seattle Sounders FC        | MLS                        | 25+2       | 0          | USOC            | -               | -               |                    | -                  | -                  |             | -           | -           | 27     | 0      |
| Totale Seattle Sounders    | Totale Seattle Sounders    | Totale Seattle Sounders    | 277+25     | 10+3       |                 | 15              | 6               |                    | 22                 | 2                  |             | -           | -           | 341    | 21     |
| 2019                       | Minnesota United FC        | MLS                        | 27+1       | 2+0        | USOC            | 3               | 0               |                    | -                  | -                  |             | -           | -           | 31     | 2      |
| 2020                       | Minnesota United FC        | MLS                        | 8+3        | 0+0        |                 | -               | -               |                    | -                  | -                  | MisB        | 5           | 0           | 16     | 0      |
| 2021                       | Minnesota United FC        | MLS                        | 24+1       | 1+0        |                 | -               | -               |                    | -                  | -                  |             | -           | -           | 25     | 1      |
| Totale Minnesota United FC | Totale Minnesota United FC | Totale Minnesota United FC | 59+5       | 3+0        |                 | 3               | 0               |                    | 0                  | 0                  |             | 5           | 0           | 72     | 3      |
| 2022                       | Atlanta United             | MLS                        | 4          | 0          | USOC            | -               | -               |                    | -                  | -                  |             | -           | -           | 4      | 0      |
| 2023                       | Atlanta United             | MLS                        | 7          | 0          | USOC            | -               | -               |                    | -                  | -                  | LC          | 2           | 0           | 9      | 0      |
| Totale Atlanta United      | Totale Atlanta United      | Totale Atlanta United      | 11         | 0          |                 | -               | -               |                    | -                  | -                  |             | 2           | 0           | 13     | 0      |
| Totale carriera            | Totale carriera            | Totale carriera            | 309+32     | 17+4       |                 | 23              | 7               |                    | 22                 | 2                  |             | 5           | 0           | 443    | 30     |

## Palmarès

### Club

#### Competizioni nazionali
- Campionato cubano: 1

Pinar del Río: 2006
- Lamar Hunt U.S. Open Cup: 4

Seattle Sounders: 2009, 2010, 2011, 2014
- MLS Supporters' Shield: 1

Seattle Sounders: 2014
- Campionato MLS: 1

Seattle Sounders: 2016

### Individuale
- Miglior calciatore della Lamar Hunt U.S. Open Cup: 1

2012
- MLS Best XI: 1

2012